# Alan Winde

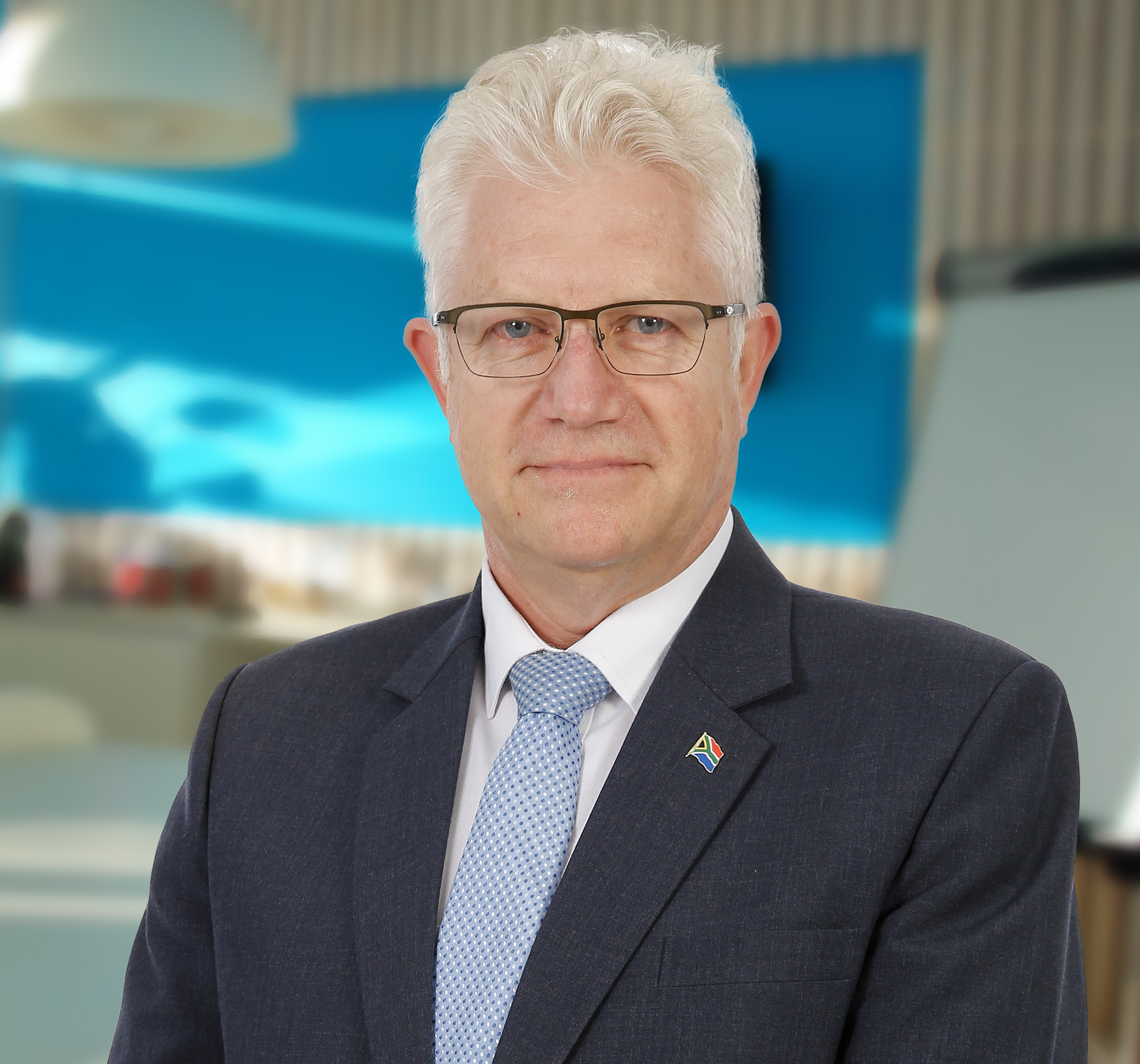
Alan Winde (2018)

Alan Richard Winde (* 18. März 1965 in Knysna, Kapprovinz) ist ein südafrikanischer Politiker der Democratic Alliance (DA) und Premierminister der Provinz Western Cape.

## Leben
Alan Winde wurde in Knysna, einer Stadt an der Südküste des Landes, geboren und besuchte hier die Knysna High School. Als junger Erwachsener begann Alan Winde in seiner Heimatstadt eine unternehmerische Karriere, in deren Verlauf er mehrere Firmen gründete und dadurch vielseitige wirtschaftliche Erfahrungen sammelte.
Sein öffentliches politisches Engagement auf Provinzebene begann 1996 mit einer Wahl in das South Cape District Council.
Seit den Parlamentswahlen 1999 ist Alan Winde Abgeordneter des Western Cape Provincial Parliament. Dieses Mandat erwarb er als unabhängiger Kandidat, war damals jedoch Mitglied der Democratic Party. Während dieser Legislaturperiode wurde er Chief Whip der Oppositionsfraktion in der Provinzversammlung Western Cape Parliament sowie DA-Fraktionssprecher für Umweltfragen und Regionalplanung.
Nach dem Sieg der DA bei den Provinzwahlen 2009 wurde er Western Cape Minister of Finance, Economic Development and Tourism. Nachdem die DA bei den Provinzwahlen 2014 wieder die Mehrheit erlangte, übernahm er das Ressort Minister of Economic Opportunities im Department of Agriculture und Department of Economic Development and Tourism. Am 1. November 2018 wechselte Winde in die Funktion des Western Cape Minister of Community Safety.
Vom Provinzverband der DA wurde Alan Winde im September 2018 als dessen Kandidat für den Posten des Premierministers aufgestellt, für den er am 10. Mai 2019 kurz nach den Parlamentswahlen 2019 erfolgreich gewählt wurde. Damit folgte er seiner Amtsvorgängerin Helen Zille. Zudem ist er weiterhin Parlamentsmitglied. Nach den Parlamentswahlen 2024 wurde er am 13. Juni 2024 erneut für dieses Amt gewählt.

## Persönliches
Er ist mit Tracy Winde verheiratet. Das Ehepaar hat zwei Kinder, eine Tochter und einen Sohn.